# Windpark Leun-Löhnberg
Der Windpark Leun-Löhnberg ist ein Windpark zwischen Leun im Lahn-Dill-Kreis und Löhnberg im Landkreis Limburg-Weilburg. Er verfügt über zwei Windkraftanlagen des Typs ENERCON E-138 EP3 E2. Rechnerisch können etwa 4.600 2-Personen-Haushalte durch den Park mit elektrischer  Energie versorgt werden. Jede Turbine hat eine installierte Leistung von 4,2 Megawatt, womit der Windpark eine installierte Leistung von 8,4 Megawatt aufweist.
Die Planung und Errichtung des Windparks übernahm die Alterric GmbH. Die Flächen befinden sich in Eigentum der anliegenden Kommunen Löhnberg und Leun.

## Geschichte

### Projektmeilensteine
| 2014    | Projektstart                                        |
| 2016    | 1. Einreichung des Genehmigungsantrags nach BImSchG |
| 2017/18 | Umplanung auf leistungsstärkeren Anlagentyp         |
| 12/2019 | 2. Einreichung des Genehmigungsantrags nach BImSchG |
| 08/2021 | Erhalt der Genehmigung                              |
| 01/2022 | Start der Rodung der notwendigen Flächen            |
| 05/2022 | Vorbereitung Flächen und Wege                       |
| 10/2022 | Baustart Kabeltrasse                                |
| 11/2022 | Fundamentbau                                        |
| 02/2023 | Baustart Turm und Anlagen                           |
| 08/2023 | Inbetriebnahme                                      |

## Windkraftanlagen und Technik
Die zwei Windkraftanlagen sind vom Typ ENERCON E-138 EP3 E2, welche einen Rotordurchmesser von 138 m, eine Nabenhöhe von 160 m und daraus folgend eine Gesamthöhe von 229 m haben. Sie haben eine installierte Leistung von jeweils 4,2 MW.
Die Einspeisung erfolgt über ein Umspannwerk am Ortsrand der Gemeinde Löhnberg, von wo aus die Energie über das Netz der Syna GmbH verteilt wird.
- Karte mit allen Koordinaten:
- OSM |
- WikiMap

| Anlage | Koordinaten | Position |
| ------ | ----------- | -------- |
| 1      | WEA 1       | Löhnberg |
| 2      | WEA 2       | Leun     |